# Varicocele
Varicocele (português brasileiro) ou varicocelo (português europeu) designa a formação de varizes nas veias da região do escroto, onde estão alojados os testículos. A dilatação dessas veias prejudica o fluxo sanguíneo local, a troca de nutrientes e leva ao acúmulo de substâncias tóxicas e ao aumento de temperatura. Esses factores podem provocar alterações na quantidade - oligozoospermia - e qualidade dos espermatozoides.

## Anatomia
O termo varicocele refere-se especificamente à dilatação e tortuosidade do plexo pampiniforme, que é uma rede de veias que drena o testículo. Este plexo percorre a porção posterior do testículo junto com o epidídimo e o ducto deferente, e então dentro do funículo espermático. Essa rede de veias termina na veia gonadal, ou veia testicular. A veia gonadal direita drena na veia cava inferior, enquanto a veia gonadal esquerda drena na veia renal esquerda, que drena então para a veia cava inferior.
Os pequenos vasos do plexo pampiniforme geralmente variam de 0,5-1,5 mm em diâmetro. A dilatação destes vasos em mais de 2 mm é chamada de varicocele ou varicocelo.

## Sintomas
Os sintomas do varicocele podem incluir:
- Dor no testículo;
- Sensação de peso no(s) testículo(s);
- Infertilidade;
- Diminuição (atrofia) do(s) testículo(s);
- Veia aumentada visível ou palpável (capaz de ser sentida).[1]

## Diagnóstico
O diagnóstico do varicocele pode ser feito pelo exame físico e anatômico, usando manobras que aumentem a pressão abdominal (como tossir, força de defecação) para fazer as veias incharem enquanto o médico ou enfermeiro palpa o plexo pampiniforme. Para confirmar o diagnóstico deve ser feito um exame chamado Eco Doppler, no qual é possível verificar se realmente há refluxo de sangue, além de conseguir medir a intensidade desse refluxo. Os vasos do plexo pampiniforme apresentarão dilatação superior a 2 mm.

## Prognóstico
O varicocele geralmente não causa danos e não requer tratamento. Pode ser tratado com cirurgia devido à infertilidade ou atrofia testicular, caso em que a aparência final pode ser boa ou cursar com sequelas, como a hidrocele, em até 29% dos casos. Neste caso, pode ser necessária nova cirurgia (hidrocelectomia), com taxa de até 20% de complicações, incluindo infecções. A remoção do varicocele pode fazer com que as temperaturas testiculares fiquem normais e que haja uma produção aumentada de espermatozoides.

## Tratamentos
O tratamento do varicocele grave pode ser cirúrgico ou com medicamentos para melhorar a circulação sanguínea, a fertilidade e aliviar a dor e desconforto como Flavonoides fraccionados purificados e micronizados. Compressas de gelo e natação também podem ajudar. A fertilidade pode melhorar com L-carnitina, mas não tanto quanto com o tratamento cirúrgico.
Na cirurgia "fecham-se" as veias do plexo venoso testicular, curando o varicocele. No entanto, esta cirurgia tradicional tem alta incidência de complicações (especialmente quando não se utiliza microscópio), com variações entre 5% dos casos, até 29% para as intercorrências de hidrocele, (hidrocelo PortuguêsPt) (doença em que se acumula grande quantidade de água no escroto, podendo causar deformidade genital, que dependendo do tamanho pode ser ou não tratada por cirurgia). Os riscos cirúrgicos específicos incluem: ligação da artéria e atrofia do testículo, hérnia incisional, hidrocele, dor crónica. É importante que o médico advirta o paciente dos riscos cirúrgicos, visto que estes riscos são comumente ocultados durante consultas pré-operatórias, causando problemas legais que podem ser evitados com comunicação honesta.

## Imagens

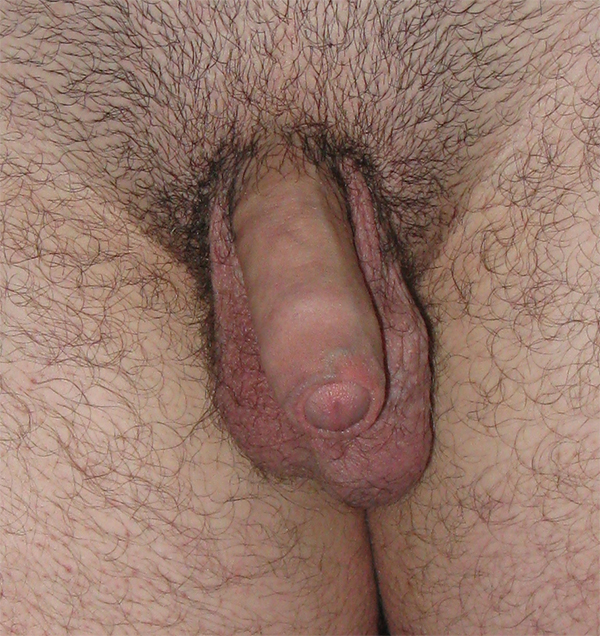
Varicocele no testículo esquerdo, com veia visivelmente dilatada.

Ultrassom escrotal com varicocele